# Tournament of the Towns
Tournament of the Towns (på ryska: Турнир городов) är en matematiktävling med ursprung i Sovjetunionen, som skapades av matematikern Nikolay Konstantinov. Det är en tävling mellan olika städer, idag över 100 stycken i många olika länder, och deltagarna är grundskole- och gymnasieelever. Tävlingen är indelad i två klasser. En klass för äldre elever, motsvarande årskurs 2 och 3 i svenska gymnasieskolan. Och en klass för yngre elever, motsvarande grundskolan och årskurs 1 på gymnasiet i Sverige. I tävlingen räknas bara de tre bästa svaren från mellan fem och åtta stycken.
Den första tävlingen hölls läsåret 1979-80 under namnet Olympiad of Three Towns. Då deltog Moskva, Leningrad och Riga. Året efter fick tävlingen sitt nuvarande namn och utökades till flera städer. Sedan 1984 har städer från andra länder deltagit och 1988 blev Canberra den första deltagaren utanför Östblocket. Nu är tävlingen en internationell tävling med deltagande städer från flera länder, bland annat Stockholm i Sverige. 

### Webbkällor
- ”International Mathematics Tournament of Towns” (på engelska). Australian Mathematics Trust. Arkiverad från originalet den 23 december 2008. https://web.archive.org/web/20081223114543/http://www.amt.canberra.edu.au/imtot.html. Läst 9 januari 2009.